# Solo contro i gangster
Solo contro i gangster (Gang War) è un film statunitense del 1958 diretto da Gene Fowler Jr..
È un film drammatico con protagonisti Charles Bronson, nel ruolo di Alan Avery, un mite insegnante che, dopo aver testimoniato contro una gang, viene preso di mira, Kent Taylor e Jennifer Holden. È basato sul romanzo del 1957 The Hoods Take Over di Ovid Demaris.

## Produzione
Il film, diretto da Gene Fowler Jr. su una sceneggiatura di Louis Vittes con il soggetto di Ovid Demaris (autore del romanzo), fu prodotto da Harold E. Knox per la Regal Films e girato a Los Angeles in California

## Distribuzione
Il film fu distribuito negli Stati Uniti dal luglio del 1958 al cinema dalla Twentieth Century Fox Film Corporation.
Alcune delle uscite internazionali sono state:
- in Austria (Das Raubtier 2)
- in Svezia (Gangsterkriget)
- in Grecia (O polemos ton gangsters)
- in Belgio (Syndicat du crime)
- in Italia (Solo contro i gangster)